# S.S.D. Calcio Marano
Società Sportiva Dilettantistica Calcio Marano là một câu lạc bộ bóng đá Ý có trụ sở tại Marano Vicentino, Veneto.

## Lịch sử

### Thành lập
Câu lạc bộ được thành lập vào năm 1951 với tên gọi US Juventina. Năm 1962, nó đổi tên thành cái cuối cùng.
Trong mùa giải 2012-13, đội được thăng hạng lần đầu tiên, từ Eccellenza Veneto / A đến Serie D.

### FCD Altovicentino
Vào mùa hè năm 2014, nó đã được sáp nhập với ACD Trissino-Valdagno để tạo thành FCD Altovicentino.

## Màu sắc và huy hiệu
Màu sắc của đội là trắng và đen.

## Danh hiệu
- Eccellenza:
  - Chiến thắng (1): 2012-13